# Tamara Dollák
Tamara Dollák (4 de junio de 1999) es una deportista húngara que compite en lucha libre. Ganó una medalla de bronce en el Campeonato Europeo de Lucha de 2022, en la categoría de 57 kg.

## Palmarés internacional
| Campeonato Europeo | Campeonato Europeo | Campeonato Europeo | Campeonato Europeo |
| Año                | Lugar              | Medalla            | Categoría          |
| ------------------ | ------------------ | ------------------ | ------------------ |
| 2022               | Budapest (Hungría) | Medalla de bronce  | 57 kg              |